# Thorectes chalconotus
Thorectes chalconotus är en skalbaggsart som beskrevs av Louis Alexandre Auguste Chevrolat 1840. Thorectes chalconotus ingår i släktet Thorectes och familjen tordyvlar. Inga underarter finns listade i Catalogue of Life.